# Ruta Estatal de California 123
La Ruta Estatal de California 123, y abreviada SR 123 (en inglés: California State Route 123) es una carretera estatal estadounidense ubicada en el estado de California. La carretera inicia en el Sur desde la I 580     en Oakland hacia el Norte en la I 80     en Richmond. La carretera tiene una longitud de 11,9 km (7.375 mi).

## Mantenimiento
Al igual que las autopistas interestatales, y las rutas federales y el resto de carreteras estatales, la Ruta Estatal de California 123 es administrada y mantenida por el Departamento de Transporte de California por sus siglas en inglés Caltrans.

## Cruces
La Ruta Estatal de California 123 es atravesada principalmente por la  SR 13     en Berkeley.